# RaunijaR
raunijaR je osmi studijski album norveškog black/viking metal sastava Helheim. Album je 4. prosinca 2015. godine objavila diskografska kuća Dark Essence Records.

## Popis pjesama
Tekstovi: V'gandr. 
| 1.    | »Helheim 9«      | Hrymr     | 4:30  |
| 2.    | »raunijaR«       | V'gandr   | 5:28  |
| 3.    | »Åsgards fall 3« | V'gandr   | 12:25 |
| 4.    | »Åsgards fall 4« | H'grimnir | 8:40  |
| 5.    | »Odr«            | V'gandr   | 10:27 |
| 41:30 |                  |           |       |

## Zasluge
Helheim
- V'gandr – vokali, bas-gitara
- Hrymr – bubnjevi
- H'grimnir – vokali, ritam gitara, naslovnica
- Reichborn – solo gitara

Dodatni glazbenici
- William Hut – dodatni vokali
- Pehr Skjoldhammer – dodatni vokali

Ostalo osoblje
- Herbrand Larsen – mastering
- Bjørnar Nilsen – snimanje